# Graur cu aripi roșii
Graurul cu aripi roșii (Onychognathus morio) este o pasăre din familia Sturnidae originară din estul Africii, din Etiopia până în sudul Africii de Sud. O specie omnivoră, generalistă, preferă stâncile și zonele muntoase pentru cuibărit. S-a mutat în orașe datorită asemănării cu habitatul său original.

## Taxonomie
În 1760, zoologul francez Mathurin Jacques Brisson a inclus o descriere a graurului cu aripi roșii în Ornithologie, bazat pe un exemplar cules de la Capul Bunei Speranțe din Africa de Sud. El a folosit numele francez Le merle du Cap de Bonne Espérance și latinescul Merula Capitis Bonae Spei. Deși Brisson a inventat nume latine, acestea nu sunt conforme cu sistemul binomial și nu sunt recunoscute de Comisia Internațională pentru Nomenclatura Zoologică. În 1766, când naturalistul suedez Carl Linnaeus și-a actualizat Systema Naturae pentru a douăsprezecea ediție, el a adăugat 240 de specii care fuseseră descrise anterior de Brisson. Unul dintre aceștia a fost graurul cu aripi roșii. Linnaeus a inclus o scurtă descriere, a inventat numele binomial Turdus morio și a citat lucrarea lui Brisson. Denumirea specifică morio sau morion este latinescul pentru „piatră maro închis” sau „cuart negru”. Această specie este acum plasată în genul Onychognathus care a fost introdus de medicul și ornitologul german Gustav Hartlaub în 1849.
Sunt recunoscute două subspecii:
- O. m. rueppellii (Verreaux, 1856) – sudul Sudanului până în centrul Etiopiei și nordul Keniei
- O. m. morio (Linnaeus, 1766) – Uganda și Kenya până în Botswana și sudul Africii de Sud

## Galerie

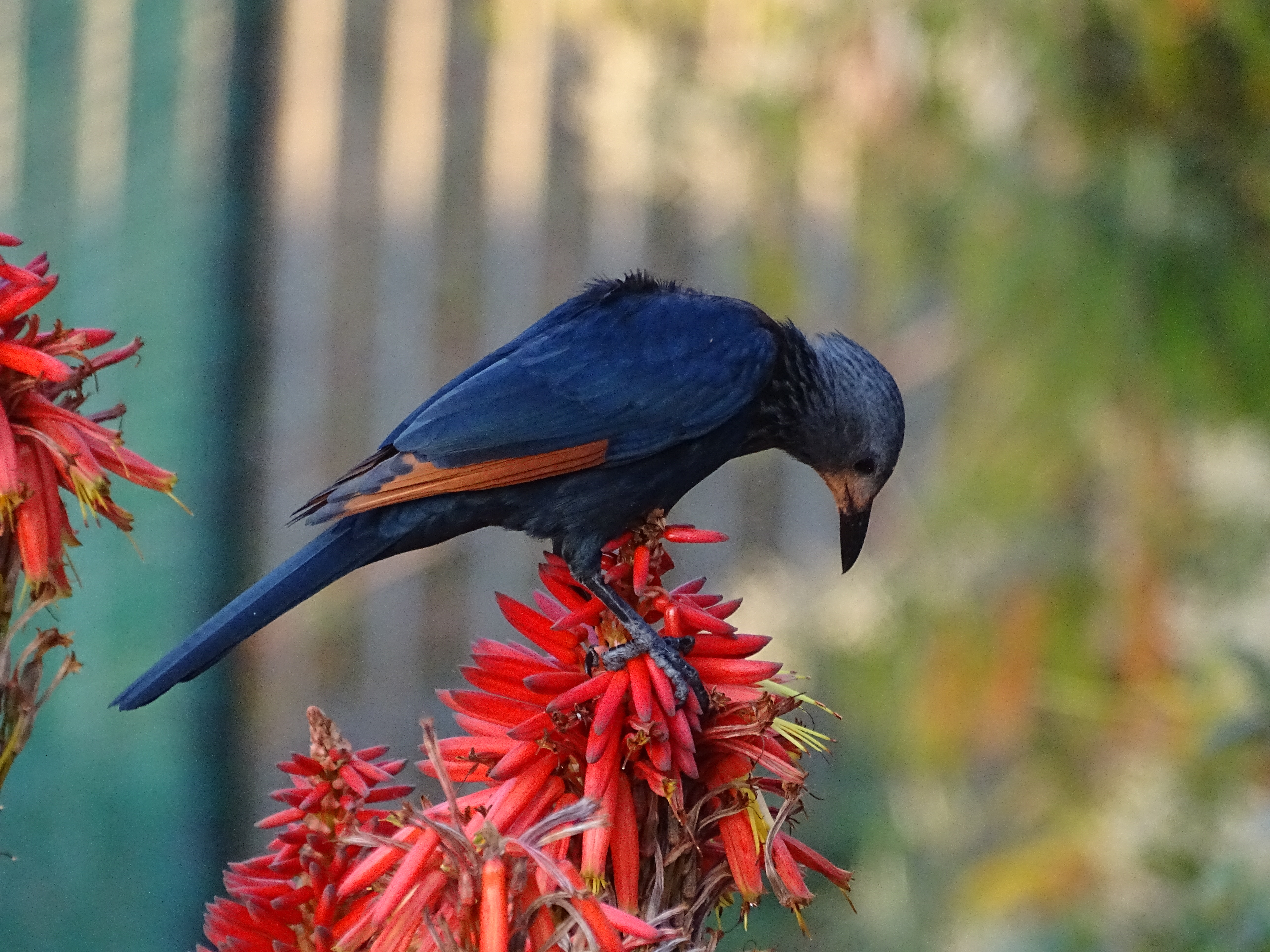
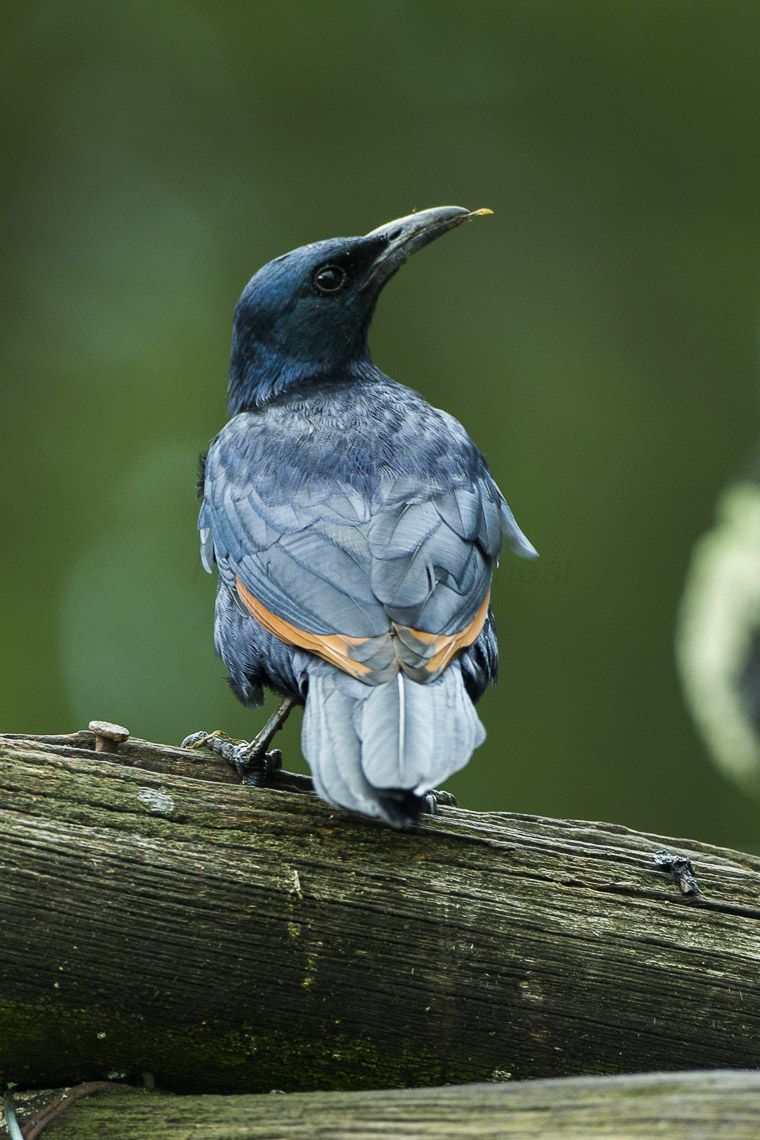
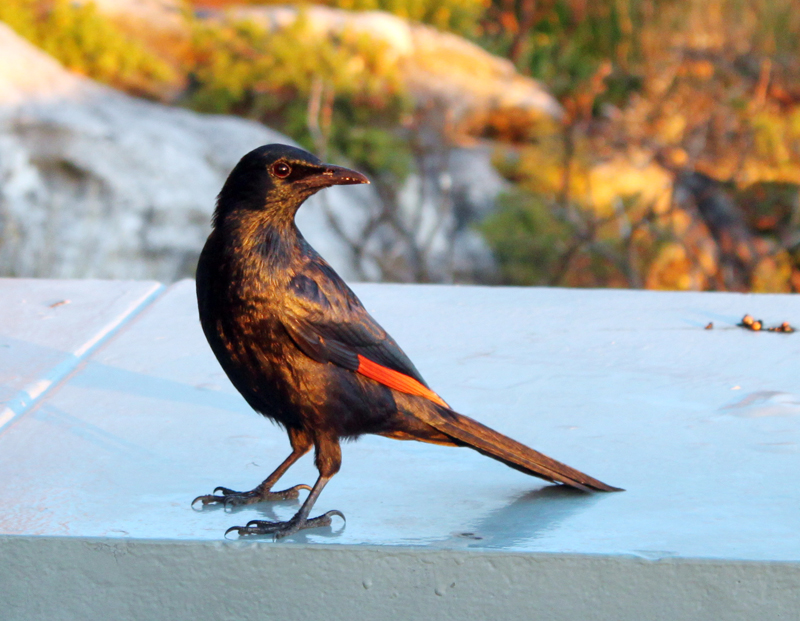
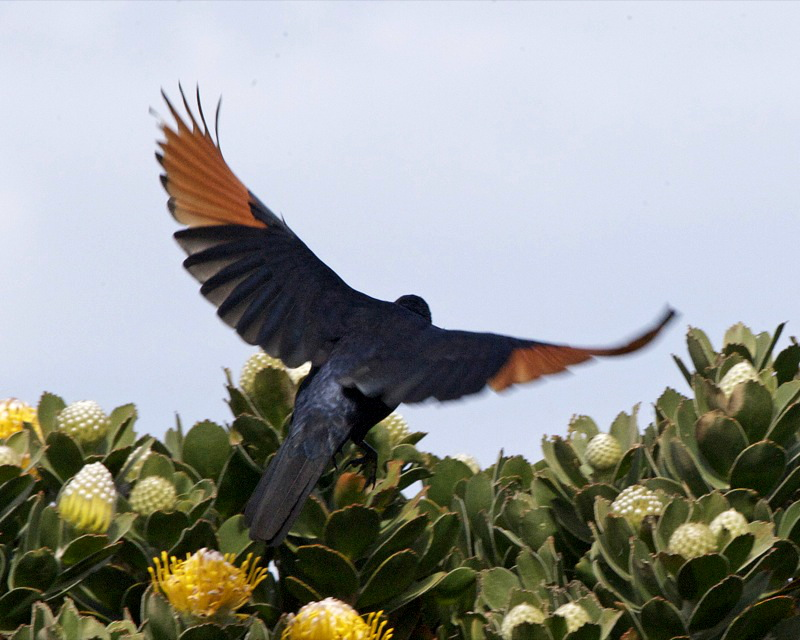
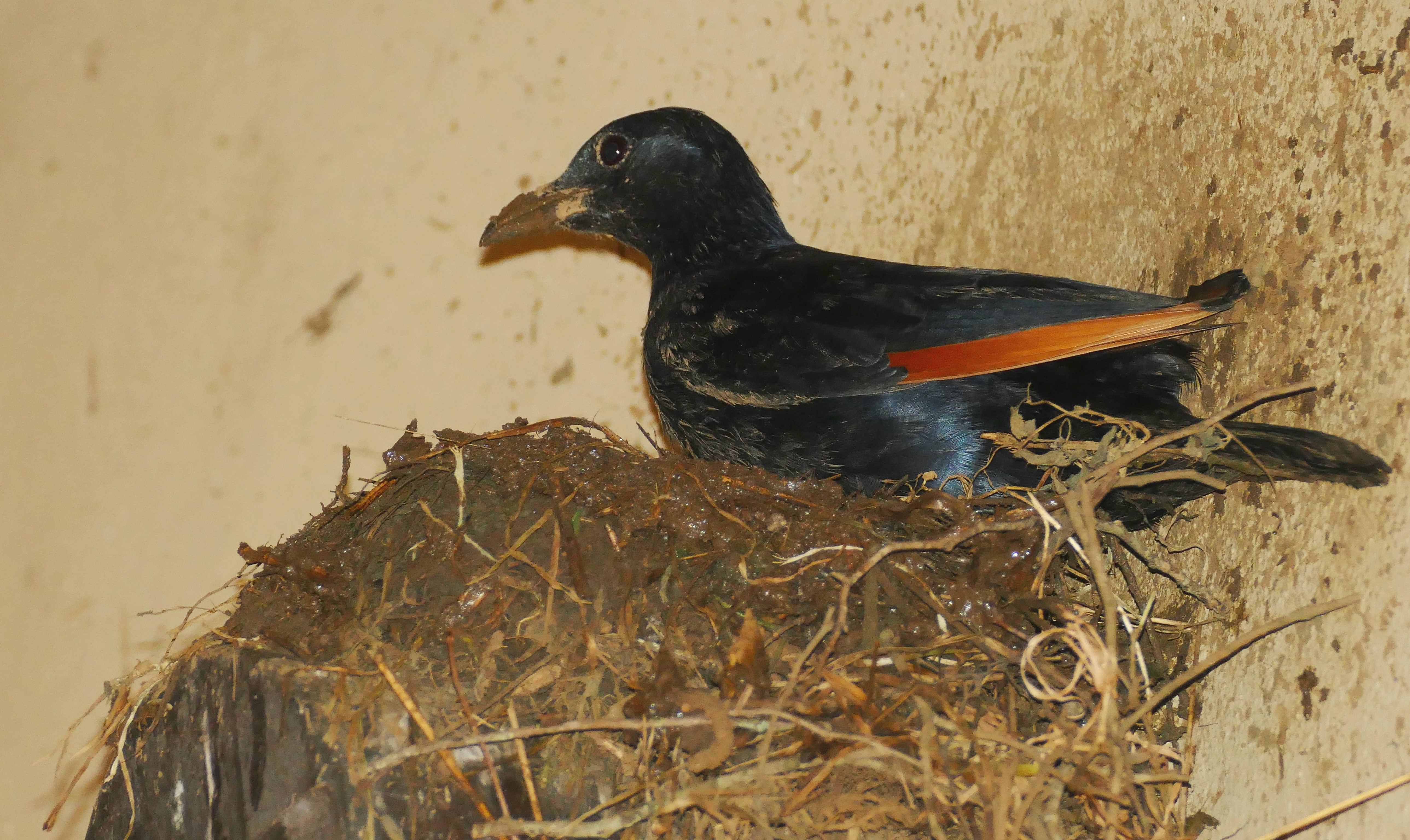
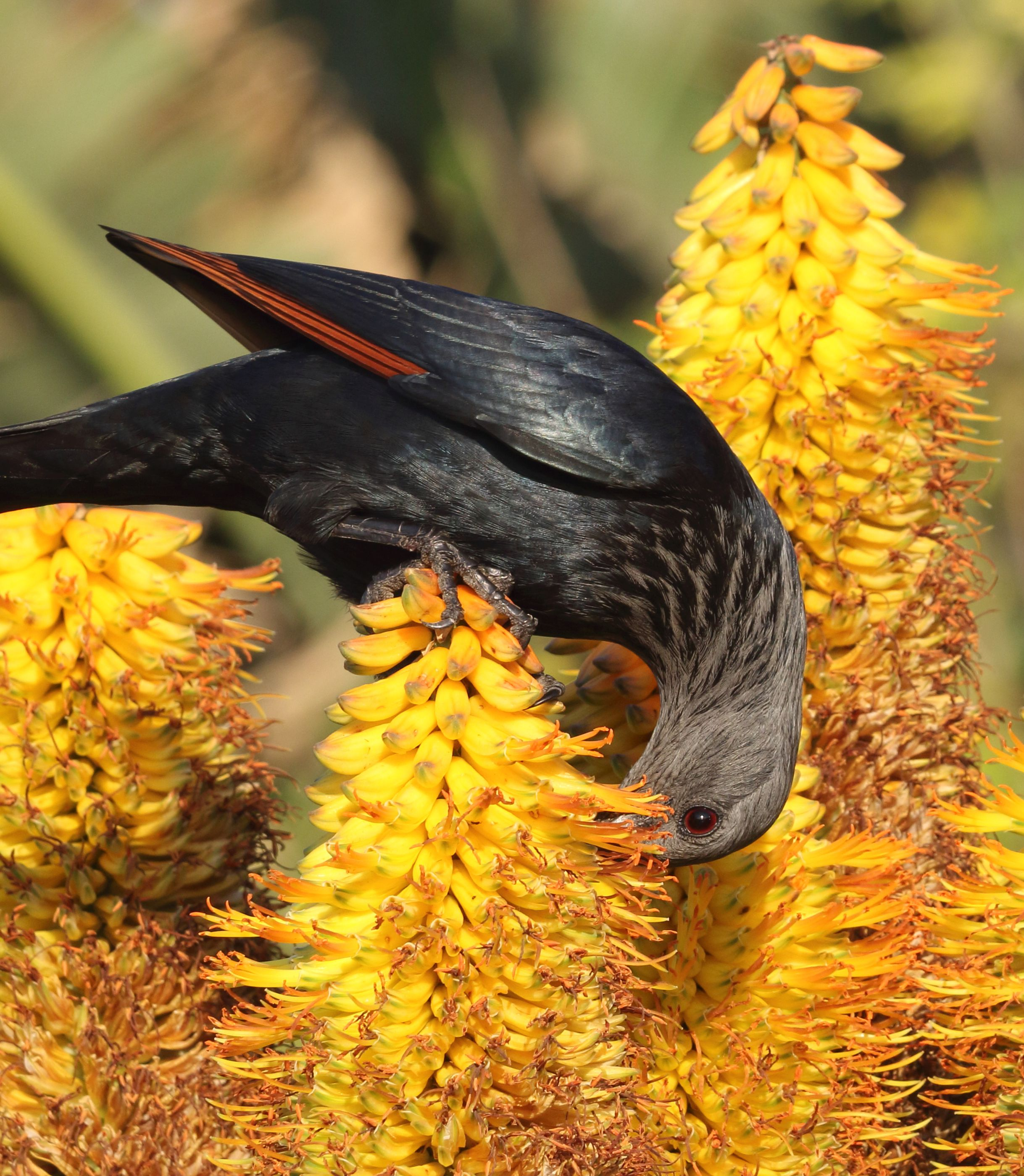
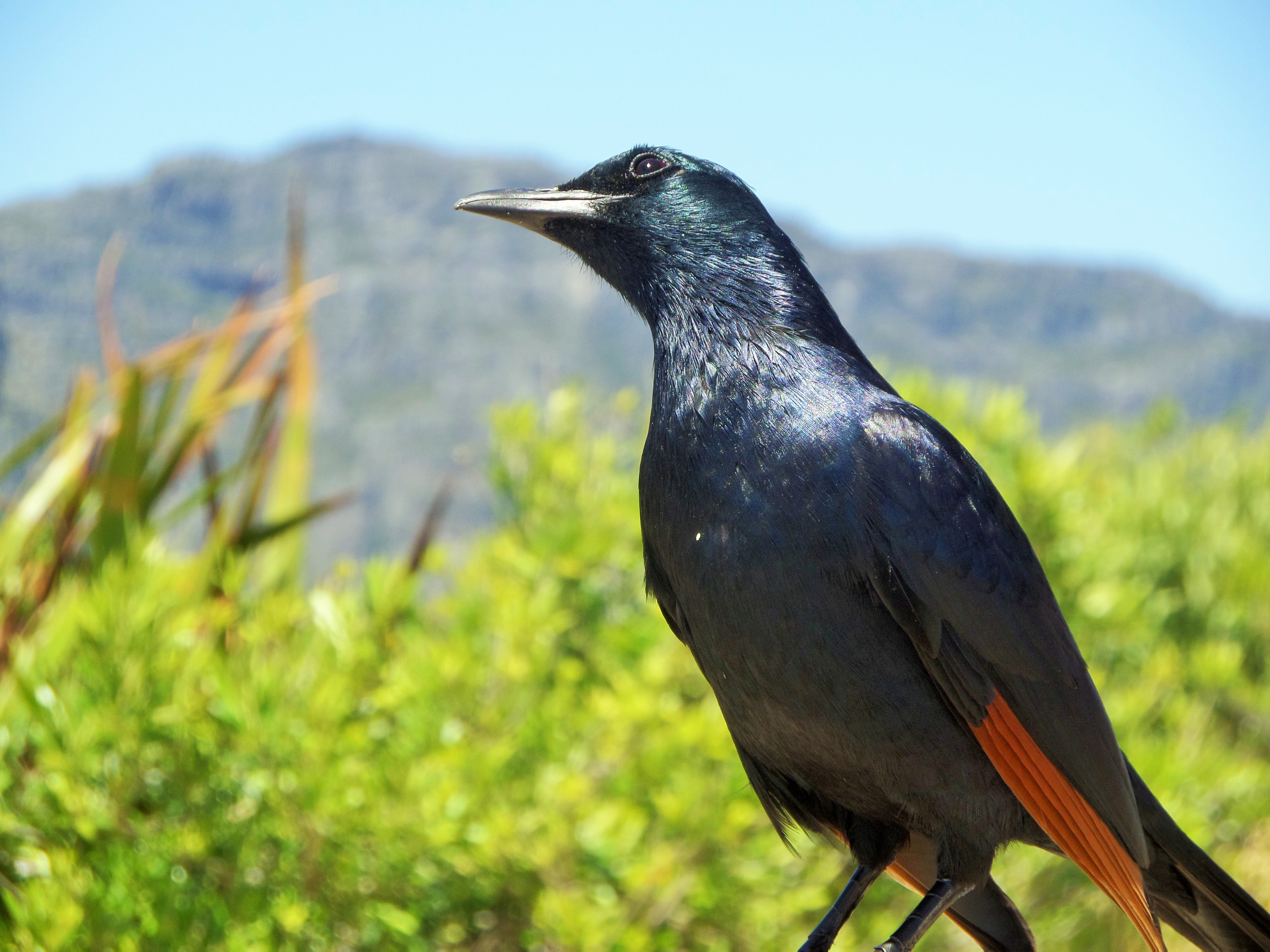